# Jesjjo ne vetjer
Jesjjo ne vetjer (russisk: Ещё не вечер) er en sovjetisk spillefilm fra 1974 af Nikolaj Rozantsev.

## Medvirkende
- Inna Makarova som Inna Kovaljova
- Kirill Lavrov som Andrej Pavlov
- Rita Gladunko som Tamara Shevjakova
- Galina Galtjenko som Sveta Pavlova
- Rimma Markova som Zinaida Voronina